# هند بنت الحارث بن عبد المطلب
هند بنت الحارث بن عبد المطَّلب بن هاشم، صحابية، وابنة عم النّبي محمد ، ذكر ابن سعد أنّها قالت ترْثي رسول الله لما تُوفي: